# Nadata behrensii
Nadata behrensii är en fjärilsart som beskrevs av Edwards 1885. Nadata behrensii ingår i släktet Nadata och familjen tandspinnare. Inga underarter finns listade i Catalogue of Life.